# Delphacodes alpina
Delphacodes alpina är en insektsart som först beskrevs av Sahlberg 1871.  Delphacodes alpina ingår i släktet Delphacodes och familjen sporrstritar.

## Underarter
Arten delas in i följande underarter:
- D. a. dorsoflava
- D. a. griseoflavescens
- D. a. grisescens
- D. a. nigrovariegata
- D. a. tota